# Volcán Miñiques
Meñiques es un volcán ubicado en la comuna de San Pedro de Atacama, región de Antofagasta, Chile.
El cerro es un estratovolcán, gran andesita basáltica de dacita. El complejo, ubicado al sur de la laguna homónima, tiene un gran número de cráteres, domos y flujos de lava, se eleva en su cima a 5910 m s. n. m. Su cumbre contiene tres cráteres superpuestos de E-O, parcialmente llenos de cúpulas de lava y flujos. Uno de estos baja hacia el noroeste desde la cumbre y se extiende hasta los flancos inferiores, separando la laguna homónima de su vecina Miscanti.
A 21 km al sur del volcán Chiliques y a 26 km al oeste del Cordón de Puntas Negras, el cerro forma parte de una atracción turística frecuentemente visitada, conformada por las dos lagunas altiplánicas mencionadas y el cerro Miscanti. Se presume que su mayor periodo de actividad fue desde el Plioceno al Holoceno y se le considera extinto.